# كومكس الأبطال الخارقين
كومكس الأبطال الخارقين (بالإنجليزية: Superhero comics)‏ واحدة من أكثر أنواع الكتب المصورة الأمريكية شيوعًا. برز هذا النوع في الثلاثينيات من القرن الماضي وأصبح شائعًا للغاية في الأربعينيات وظل الشكل المهيمن للكتاب الهزلي في أمريكا الشمالية منذ الستينيات. تعرض كومكس الأبطال الخارقين قصصًا عن الأبطال الخارقين والأكوان التي تسكنها هذه الشخصيات.